# Années 400
Les années 400 couvrent la période de 400 à 409.

## Événements

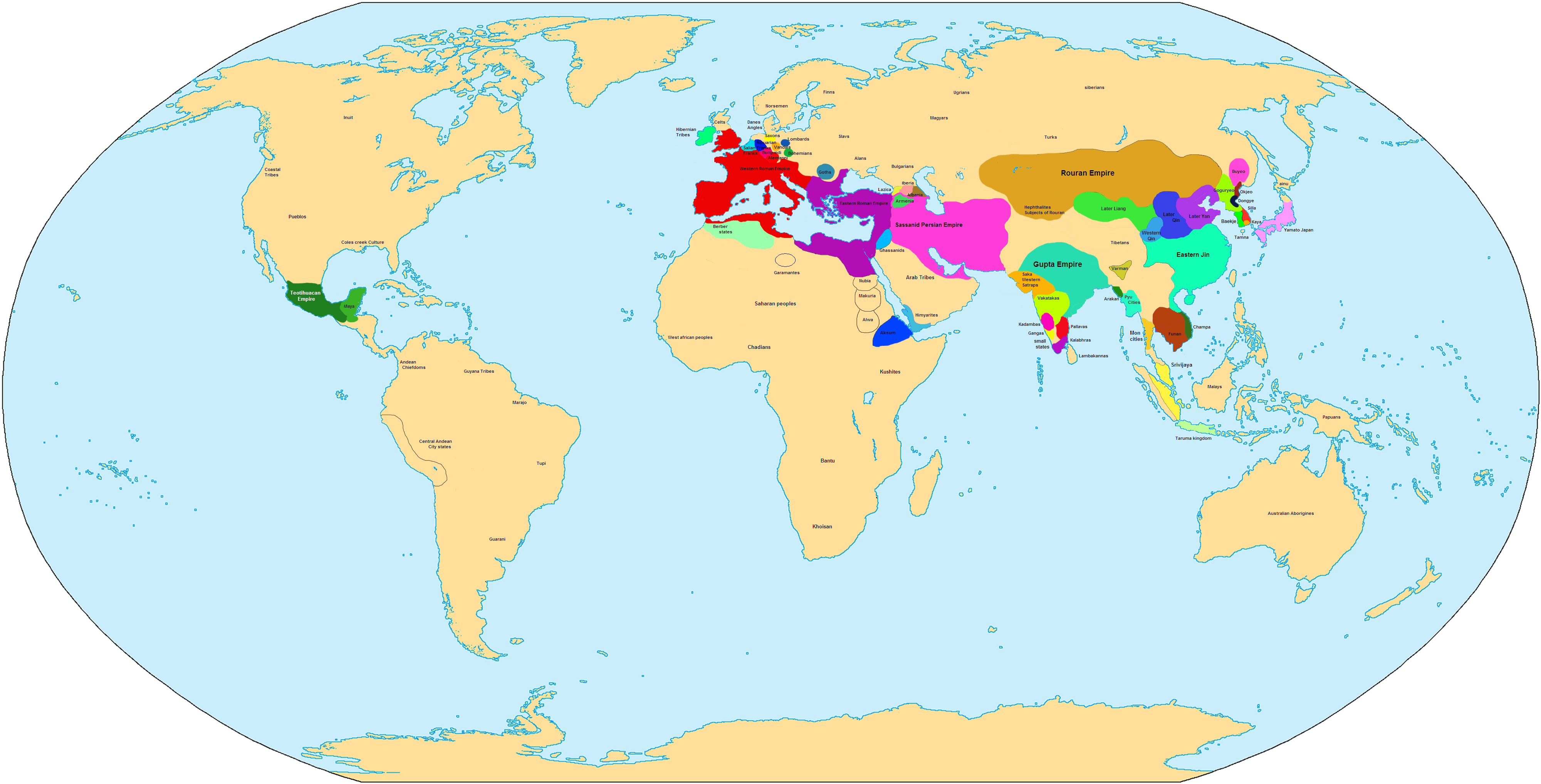
Le monde vers 400

- 399 - 413 : voyage du religieux bouddhiste chinois Faxian (Fa-Hsien) en Inde, qu'il atteint en 402[1]. Venu pour obtenir des copies authentiques des écritures bouddhiques, il atteste la puissance de l’empire Gupta. Il note que le crime est rare et que l’administration est efficace. Il rapporte que tous les gens respectables sont végétariens, alors que les basses castes et les intouchables consomment de la viande. Selon Faxian, l’Empire Gupta compte plusieurs provinces divisées en districts, eux-mêmes subdivisés en arrondissement. La prospérité repose pour une large part sur l’initiative privée ; des guildes sont chargées de construire et d’entretenir les ouvrages d’art, les temples, les fondations charitables ou culturelles ainsi que la gestion d’établissement comparables aux banques[2].
- Vers 400 : 
  - les Francs s'établissent dans le pays de Waes[3].
  - dans la région de Kutai dans l'est de Bornéo en Indonésie, le roi Mulawarman observe les rites brahmaniques[4].
- Vers 400-410 : le moine Honorat, futur évêque d’Arles, fonde le monastère de Lérins dans le diocèse de Grasse où se fait ressentir l’influence de l’ascétisme égyptien. Il publie la Règle des Quatre Pères ou Règle des Pères, la plus ancienne règle monastique connue en Occident[5].
- 400 : 
  - Stilicon ordonne la destruction des Livres Sibyllins[6].
  - les habitants de Constantinople se révoltent contre les fédérés goths de Gaïnas à l'instigation de l'impératrice Eudoxie[7].
- 401-405 : avancée des Huns. Avec comme avant-garde leurs alliés les Ostrogoths, ils attaquent les Vandales, les Suèves, les Quades et les Gépides dans le bassin des Carpates. Les Barbares réfugiés submergent l’empire d’Occident. Le déferlement commence avec la fuite des Vandales conduits par la dynastie des Hasdings (qui fondera le royaume de Carthage), en compagnie de groupes alliés d’Alains et de Gépides. Ils entrent en Norique, puis avancent en Rhétie avant de traverser le Rhin à la fin de 406. Dans leur sillage progressent les Suèves-Quades et l’autre branche des Vandales conduite par la dynastie des Silings ; ils se déplacent dans la vallée du Danube, dans la direction du Rhin (401-405), rejoints par des bandes de pillards de Pannonie et Norique[8]. Certains peuples ne participent pas, ou très peu, à la fuite généralisée en 401-405 : les Gépides dans la partie nord des territoires à l’est de la Tisza, les Sarmates entre le Danube et la Tisza et les Suèves. En Hongrie, les Huns s’installent sur les rives du Danube dans les fortins romains abandonnés, puis en Pannonie sur une ligne de défense en arc de cercle entre les champs moraves, le lac Balaton et Sirmium[8].
- 401-413 : quatrième guerre des Goths. Les Wisigoths d’Alaric, estimés à 100 000 personnes, avec de 4 000 à 5 000 membres de l'aristocratie et peut-être 25 000 ou 30 000 combattants, entrent en Italie[9].
- 402 :
  - Ravenne devient la capitale de l'Empire romain d'Occident[10].
  - Shelun (en) prend le titre de Khagan des Ruanruan et constitue un empire nomade de la Corée à l’Irtych[11].
- Vers 405, Irlande : à l'âge de seize ans, Maewyn Succat, plus tard saint Patrick est enlevé par des pirates irlandais, parmi lesquels Niall de neuf otages, qui le vendent comme esclave[12].
- 405-406 : tentative d’invasion de Radagaise en Italie[8].

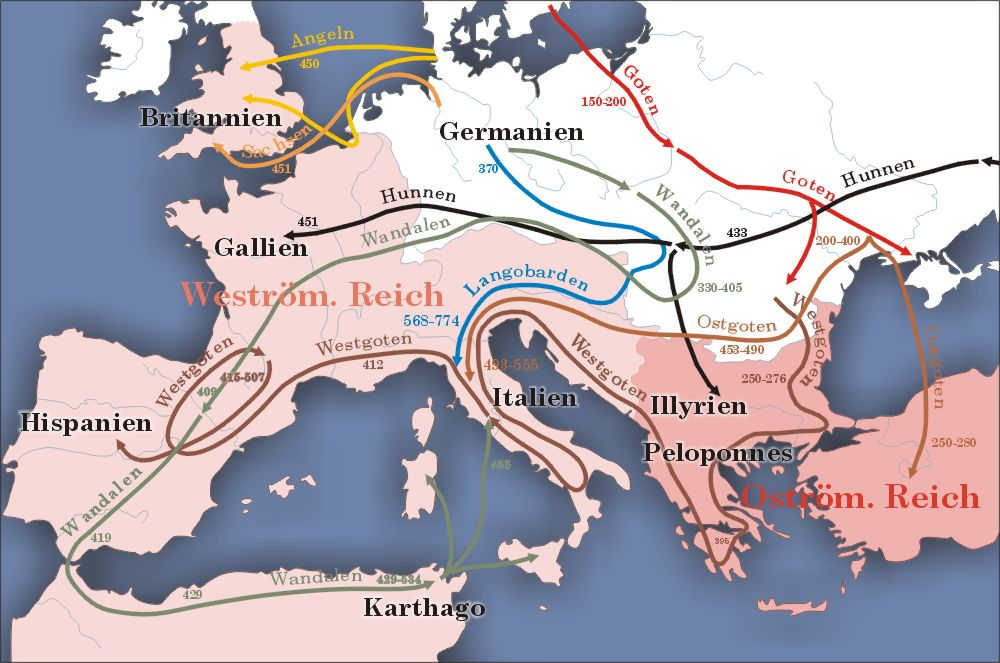
Les Grandes invasions

- Vers 406 : Algasie, dame gauloise de Cahors écrit une lettre à Jérôme de Stridon qui séjourne à Bethléem. Dans cette lettre elle lui pose onze questions sur les passages des Saintes Écritures qu'elle n'a pas compris. Hédibie, dame de Bayeux, fait de même et pose douze questions[13].
- 406-407 : passage du Rhin[14]. Début des Grandes invasions.
- 407-411 : usurpation de Constantin III[15].
- 408 : mort d'Arcadius ; chute de Stilicon[16].
- 408-409 et 409-410 : sièges de Rome par Alaric. La ville est mise à sac en 410[17].
- 409 : Vandales, Alains et Suèves entrent en Espagne[18].

## Personnages significatifs

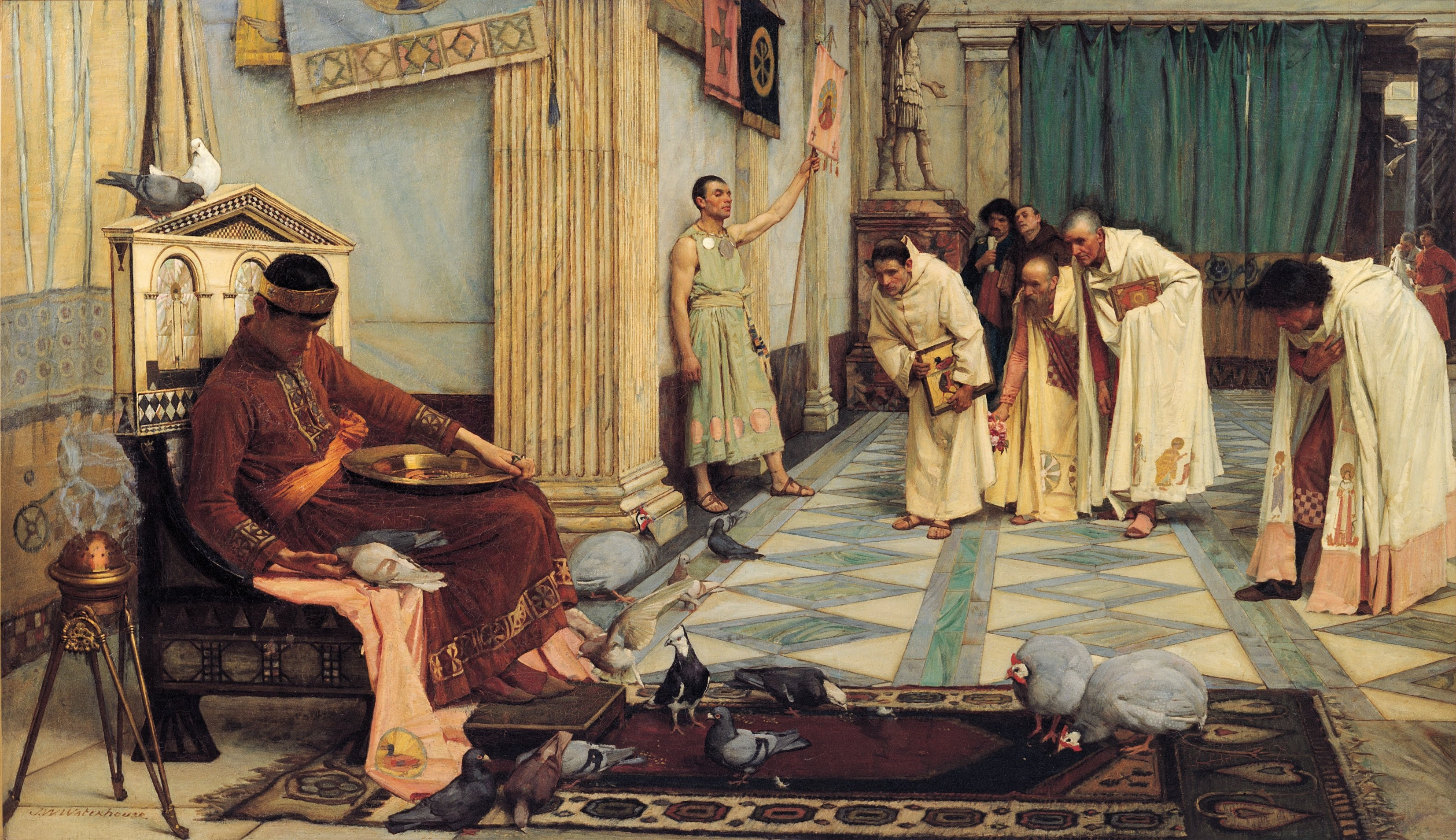
The Favorites of the Emperor Honorius, by John William Waterhouse (1883)

- Flavius Arcadius
- Augustin d'Hippone
- Constantin III (Rome)
- Eudoxie (épouse d'Arcadius)
- Faxian
- Gaïnas
- Honorat d'Arles
- Honorius
- Innocent Ier
- Jean Chrysostome
- Jérôme de Stridon
- Mesrop Machtots
- Radagaise
- Stilicon
- Théodose II